# Campionati statunitensi di sci alpino 1989
I Campionati statunitensi di sci alpino 1989 si svolsero a Crested Butte nel mese di marzo; furono assegnati i titoli di discesa libera, supergigante, slalom gigante, slalom speciale e combinata, sia maschili sia femminili.

## Risultati

### Uomini

#### Discesa libera
| Pos. | Atleta         | Nazione     |
| ---- | -------------- | ----------- |
| 1    | Jeff Olson     | Stati Uniti |
| 2    | Kyle Rasmussen | Stati Uniti |
| 3    | Bill Hudson    | Stati Uniti |

#### Supergigante
| Pos. | Atleta         | Nazione     |
| ---- | -------------- | ----------- |
| 1    | Tommy Moe      | Stati Uniti |
| 2    | Kyle Rasmussen | Stati Uniti |
| 3    | Bill Hudson    | Stati Uniti |

#### Slalom gigante
| Pos. | Atleta      | Nazione     |
| ---- | ----------- | ----------- |
| 1    | Kyle Wieche | Stati Uniti |
| 2    | Joe Levins  | Stati Uniti |
| 3    | Tommy Moe   | Stati Uniti |

#### Slalom speciale
| Pos. | Atleta        | Nazione     |
| ---- | ------------- | ----------- |
| 1    | Felix McGrath | Stati Uniti |
| 2    | Joe Levins    | Stati Uniti |
| 3    | Bob Ormsby    | Stati Uniti |

#### Combinata
| Pos. | Atleta           | Nazione     |
| ---- | ---------------- | ----------- |
| 1    | Bill Hudson      | Stati Uniti |
| 2    | Tommy Moe        | Stati Uniti |
| 3    | Toni Standteiner | Stati Uniti |

### Donne

#### Discesa libera
| Pos. | Atleta        | Nazione     |
| ---- | ------------- | ----------- |
| 1    | Hilary Lindh  | Stati Uniti |
| 2    | Pam Fletcher  | Stati Uniti |
| 3    | Kristin Krone | Stati Uniti |

#### Supergigante
| Pos. | Atleta         | Nazione     |
| ---- | -------------- | ----------- |
| 1    | Kristin Krone  | Stati Uniti |
| 2    | Hilary Lindh   | Stati Uniti |
| 3    | Kristi Terzian | Stati Uniti |

#### Slalom gigante
| Pos. | Atleta          | Nazione     |
| ---- | --------------- | ----------- |
| 1    | Diann Roffe     | Stati Uniti |
| 2    | Tamara McKinney | Stati Uniti |
| 3    | Kristi Terzian  | Stati Uniti |

#### Slalom speciale
| Pos. | Atleta          | Nazione     |
| ---- | --------------- | ----------- |
| 1    | Tamara McKinney | Stati Uniti |
| 1    | Diann Roffe     | Stati Uniti |
| 3    | Eva Twardokens  | Stati Uniti |

#### Combinata
| Pos. | Atleta         | Nazione     |
| ---- | -------------- | ----------- |
| 1    | Kristin Krone  | Stati Uniti |
| 2    | Kristi Terzian | Stati Uniti |
| 3    | Hilary Lindh   | Stati Uniti |